# Teoria marxista sobre a natureza humana
Apesar de Karl Marx diretamente nunca ter tido uma teoria sobre a Natureza Humana (apenas citações e passagens em seus livros como Teses sobre Feuerbach), a natureza humana é uma parte importante do pensamento marxista, discutido mais amplamente por Engels e outros teóricos marxistas, é feita a crítica ao modo tradicional de pensar a natureza humana. Marx não se refere à natureza humana como tal, mas a Gattungswesen, que geralmente é traduzido como "ente-espécie" ou "ser-espécie". De acordo com uma nota do jovem Marx nos Manuscritos de 1844, o termo é derivado da filosofia de Ludwig Feuerbach, na qual se refere tanto à natureza de cada humano como da humanidade como um todo. 
No entanto, na sexta Tese de Feuerbach (1845), Marx critica a concepção tradicional da natureza humana como uma espécie que se encarna em cada indivíduo, argumentando em vez disso que a concepção da natureza humana é formada pela totalidade das relações sociais. Assim, a totalidade da natureza humana não é entendida, como na filosofia idealista clássica, como permanente e universal: o ser-espécie é sempre determinado em uma formação social e histórica específica, com alguns aspectos sendo biológicos.

## Sexta tese sobre Feuerbach e a determinação da natureza humana pelas relações sociais
A sexta das Teses sobre Feuerbach, escrita em 1845, forneceu uma breve discussão de Marx sobre o conceito de natureza humana. Afirmando: 
Feuerbach dilui a essência religiosa na essência humana. Mas a essência humana não é algo abstrato, interior a cada indivíduo isolado. É, em sua realidade, o conjunto das relações sociais. Feuerbach, que não empreende a crítica dessa essência real, vê-se, portanto, obrigado:
1. A fazer caso omisso da trajetória histórica, fixar o sentimento religioso em si mesmo e pressupor um indivíduo humano abstrato, isolado;
2. Nele, a essência humana só pode ser concebida como “espécie”, como generalidade interna, muda, que se limita a unir naturalmente os muitos indivíduos
Assim, Marx parece dizer que a natureza humana não é mais do que o que é feito pelas "relações sociais". Marx and Human Nature, de Norman Geras (1983), no entanto, oferece um argumento contra essa posição. Em linhas gerais, Geras mostra que, enquanto as relações sociais são mantidas para "determinar" a natureza das pessoas, elas não são o único determinante. No entanto, Marx faz declarações onde ele especificamente se refere a uma natureza humana que é mais do que aquilo que é condicionado pelas circunstâncias da vida de alguém. Em O Capital, em uma nota de rodapé criticando o utilitarismo, ele diz que os utilitaristas devem contar com a "natureza humana em geral, e depois com a natureza humana modificada em cada época histórica". Marx está argumentando contra uma concepção abstrata da natureza humana, oferecendo, em vez disso, uma explicação enraizada na vida sensível. Embora ele seja bastante explícito de que "os indivíduos expressam sua vida, assim eles são. Portanto, o que os indivíduos são depende das condições materiais de sua produção ”, ele também acredita que a natureza humana condicionará (no contexto das forças produtivas e relações de produção) a maneira pela qual os indivíduos expressam sua vida. A história envolve "uma transformação contínua da natureza humana", embora isso não signifique que todos os aspectos da natureza humana sejam totalmente variáveis; o que é transformado não precisa ser totalmente transformado.
Marx criticou a tendência de "transformar em leis eternas da natureza e da razão, as formas sociais brotando de seu atual modo de produção e forma de propriedade". Por essa razão, ele provavelmente quis criticar certos aspectos de alguns relatos da natureza humana. Algumas pessoas acreditam, por exemplo, que os humanos são naturalmente egoístas - Immanuel Kant e Thomas Hobbes, por exemplo. (Tanto Hobbes quanto Kant pensavam que era necessário restringir nossa natureza humana a fim de alcançar uma boa sociedade - Kant pensava que deveríamos usar racionalidade, Hobbes achava que deveríamos usar a força do Estado - Marx, como veremos, pensava que a boa sociedade era uma que permite à nossa natureza humana sua plena expressão.) A maioria dos marxistas argumenta que essa visão é uma ilusão ideológica e o efeito do fetichismo da mercadoria: o fato de as pessoas agirem egoisticamente é considerado produto da escassez e do capitalismo. não uma característica humana imutável. Para confirmar esse ponto de vista, podemos ver como, em A Sagrada Família, Marx argumenta que os capitalistas não são motivados por nenhuma crueldade essencial, mas pelo impulso em direção à "aparência de uma existência humana". (Marx diz "aparência" porque acredita que os capitalistas estão tão alienados de sua natureza humana sob o capitalismo quanto o proletariado, mesmo que suas necessidades básicas sejam melhor atendidas.)

## Necessidades e Impulsos
Nos manuscritos de 1844, o jovem Marx escreve:
O homem é diretamente um ser natural. Como um ser natural e como um ser natural vivo, ele é, por um lado, dotado de poderes naturais, poderes vitais - ele é um ser natural ativo. Estas forças existem nele como tendências e habilidades - como instintos. Por outro lado, como natural, corpóreo e sensual, ele é uma criatura sofrida, condicionada e limitada, como animais e plantas. Ou seja, os objetos de seus instintos existem fora dele, como objetos independentes dele; no entanto, esses objetos são objetos de que ele precisa - objetos essenciais, indispensáveis à manifestação e confirmação de seus poderes essenciais.
Nos Grundrisse, Marx diz que sua natureza é uma "totalidade de necessidades e impulsos". Em A Ideologia Alemã, ele usa a formulação: "suas necessidades, consequentemente, sua natureza". Podemos ver, então, que desde os primeiros escritos de Marx até seu trabalho posterior, ele concebe a natureza humana como composta de "tendências", "impulsos", "poderes essenciais" e "instintos" para agir a fim de satisfazer "necessidades" externas. Para Marx, então, uma explicação da natureza humana é uma explicação das necessidades dos seres humanos, juntamente com a afirmação de que eles agirão para satisfazer essas necessidades. (c.f. A Ideologia Alemã, capítulo 3). Norman Geras dá uma lista de algumas das necessidades que Marx diz serem características dos humanos:
... por outros seres humanos, por relações sexuais, por comida, água, roupas, abrigo, descanso e, mais genericamente, por circunstâncias conducentes à saúde e não à doença. Há outro ... a necessidade das pessoas por uma amplitude e diversidade de busca e, portanto, de desenvolvimento pessoal, como o próprio Marx expressa isso, "atividade geral", "desenvolvimento integral dos indivíduos", "livre desenvolvimento de pessoas". indivíduos "," os meios de cultivar os dons [de alguém] em todas as direções ", e assim por diante.
Marx diz: 'Comer, beber e procriar são, evidentemente, também funções genuinamente humanas. Mas, consideradas abstratamente, à parte do ambiente de outras atividades humanas, e convertidas em fins definitivos e exclusivos, são funções animais.

## Atividade produtiva, os objetos dos seres humanos e atualização

### Humanos como produtores livres e intencionais
Em várias passagens ao longo de seu trabalho, Marx mostra como ele acredita que os seres humanos são essencialmente diferentes de outros animais. Os homens podem ser distinguidos dos animais pela consciência, pela religião ou por qualquer outra coisa que você goste. Eles mesmos começam a distinguir-se dos animais assim que começam a produzir seus meios de subsistência, um passo que é condicionado por sua organização física. Nesta passagem da ideologia alemã, Marx alude a uma diferença: que os humanos produzem seus ambientes físicos. Mas alguns outros animais também não produzem aspectos de seu ambiente? No ano anterior, Marx já havia reconhecido:
A construção prática de um mundo objetivo, a manipulação da natureza inorgânica, é a confirmação do homem como um ente-espécie, consciente, isto é, um ser que trata a espécie como seu próprio ser ou a si mesmo como um ser-espécie. Sem dúvida, os animais também produzem. Eles constroem ninhos e habitações, como no caso das abelhas, castores, formigas, etc. Porém, só produzem o estritamente indispensável a si mesmos ou aos filhotes. Só produzem em uma única direção, enquanto o homem. produz universalmente. Só produzem sob a compulsão de necessidade física direta, ao passo que o homem produz quando livre de necessidade física e só produz, na verdade, quando livre dessa necessidade. Os animais só produzem a si mesmos, enquanto o homem reproduz toda a natureza. Os frutos da produção animal pertencem diretamente a seus corpos físicos, ao passo que o homem é livre ante seu produto. Os animais só constroem de acordo com os padrões e necessidades da espécie a que pertencem, enquanto o homem sabe produzir de acordo com os padrões de todas as espécies e como aplicar o padrão adequado ao objeto. Assim, o homem constrói também em conformidade com as leis do belo.
No mesmo trabalho, Marx escreve:
O homem, porém, faz de sua atividade vital um objeto de sua vontade e consciência. Ele tem uma atividade vital consciente. Ela não é uma prescrição com a qual ele esteja plenamente identificado. A atividade vital consciente distingue o homem da atividade vital dos animais: só por esta razão ele é um ente-espécie. Ou antes, é apenas um ser autoconsciente, isto é, sua própria vida é um objeto para ele, porque ele é um ente-espécie. Só por isso, a sua atividade é atividade livre. O trabalho alienado inverte a relação, pois o homem, sendo um ser autoconsciente, faz de sua atividade vital, de seu ser, unicamente um meio para sua existência.
Também na parte do trabalho estranhado:
O homem é um ente-espécie não apenas no sentido de que ele faz da comunidade (sua própria, assim como as de outras coisas) seu objeto, tanto prática quanto teoricamente, mas também (e isto é simplesmente outra expressão da mesma coisa) no sentido de tratar-se a si mesmo como a espécie vivente, atual, como um ser universal e consequentemente livre.
Mais de vinte anos depois, em O Capital, ele veio para meditar sobre um assunto semelhante:
Uma aranha executa operações semelhantes às do tecelão, e uma abelha envergonha muitos arquitetos com a estrutura de sua colmeia. Porém, o que desde o início distingue o pior arquiteto da melhor abelha é o fato de que o primeiro tem a colmeia em sua mente antes de construí-la com a cera. No final do processo de trabalho, chega-se a um resultado que já estava presente na representação do trabalhador no início do processo, portanto, um resultado que já existia idealmente. Isso não significa que ele se limite a uma alteração da forma do elemento natural; ele realiza neste último, ao mesmo tempo, seu objetivo, que ele sabe que determina, como lei, o tipo e o modo de sua atividade e ao qual ele tem de subordinar sua vontade. E essa subordinação não é um ato isolado. 
Dessas passagens podemos observar algo das crenças de Marx sobre os humanos. Que eles caracteristicamente produzem seus ambientes, e que eles fariam isso, mesmo que eles não estivessem sob o peso da 'necessidade física' - de fato, eles produziriam a 'totalidade de sua natureza', e poderiam até criar 'de acordo com as leis. De beleza'. Talvez o mais importante, porém, é que sua criatividade, sua produção é intencional e planejada. Os humanos, então, fazem planos para suas atividades futuras e tentam exercer sua produção (até mesmo vidas) de acordo com eles. Talvez mais importante e mais enigmático, Marx diz que os humanos fazem da "atividade de vida" e da "espécie" o "objeto" de sua vontade. Eles se relacionam com sua atividade de vida e não são simplesmente idênticos a ela. A definição de biopolítica de Michel Foucault como o momento em que "o homem começa a assumir-se como um objeto consciente de elaboração" pode ser comparada à definição de Marx exposta.

### A vida e as espécies como objetos dos humanos
Dizer que A é o objeto de algum sujeito B significa que B (especificado como um agente) atua sobre A em algum aspecto. Assim, se "o proletariado esmaga o Estado", então "o estado" é o objeto do proletariado (o sujeito), em relação ao esmagamento. É semelhante a dizer que A é o objetivo de B, embora A possa ser toda uma esfera de preocupação e não um objetivo estreitamente definido. Neste contexto, o que significa dizer que os humanos fazem da sua 'espécie' e da sua 'vida' o seu 'objeto'? É importante notar que o uso que Marx faz da palavra "objeto" pode implicar que essas são coisas que os seres humanos produzem, ou produzem, da mesma forma que podem produzir um objeto material. Se essa inferência estiver correta, então as coisas que Marx diz sobre a produção humana acima também se aplicam à produção da vida humana, pelos humanos. E simultaneamente, 'como indivíduos expressam sua vida, assim são. O que eles são, portanto, coincide com sua produção, tanto com o que produzem quanto com como produzem. A natureza dos indivíduos depende, portanto, das condições materiais que determinam sua produção.’
Fazer da vida um objeto é, portanto, tratar a vida de alguém como algo que está sob o controle de alguém. Levantar em imaginação planos para o futuro e presente de alguém, e ter interesse em poder cumprir esses planos. Ser capaz de viver uma vida desse personagem é alcançar a "autoatividade" (atualização), que Marx acredita que só se tornará possível após o comunismo ter substituído o capitalismo. “Somente nesta fase a autoatividade coincide com a vida material, que corresponde ao desenvolvimento dos indivíduos em indivíduos completos e ao descarte de todas as limitações naturais. A transformação do trabalho em autoatividade corresponde à transformação do intercurso limitado anterior no intercurso de indivíduos como tal '.
O que está envolvido em tornar a espécie da pessoa um objeto é mais complicado (ver Allen Wood 2004, pp. 16-21). Em certo sentido, enfatiza o caráter essencialmente social dos seres humanos e sua necessidade de viver em uma comunidade da espécie. Em outros, parece enfatizar que tentamos tornar nossas vidas expressões de nossa essência de espécie; Além disso, temos metas sobre o que acontece com a espécie em geral. A ideia abrange grande parte do mesmo território que "tornar a própria vida o seu objeto": diz respeito à autoconsciência, à atividade intencional e assim por diante.

### Humanos como Homo-faber
Costuma-se dizer que Marx concebeu os humanos como homo faber, referindo-se à definição de Benjamin Franklin de "o homem como o animal que fabrica ferramentas" - isto é, como "homem, o criador", embora nunca tenha usado o termo. Acima, indicamos que uma das alegações centrais de Marx sobre os seres humanos era que eles eram diferenciados pela maneira como eles produzem e que, assim, de alguma forma, a produção era uma das atividades essenciais dos seres humanos. Neste contexto, vale a pena notar que Marx nem sempre aborda o "labor" ou "trabalho" em termos tão brilhantes. Ele diz que o comunismo "elimina com o trabalho". Além disso, “se é desejado golpear mortalmente a propriedade privada, é preciso atacá-la não apenas como um estado material de coisas, mas também como atividade, como trabalho. É um dos maiores equívocos falar de trabalho humano, livre e social, de trabalho sem propriedade privada. O "labor", por sua própria natureza, é uma atividade não-humana, desumana e antissocial, determinada pela propriedade privada e criando propriedade privada. Sob o capitalismo, "o capitalista funciona apenas como capital personificado, o capital como pessoa, assim como o trabalhador só funciona como a personificação do trabalho, que lhe pertence como tormento, como esforço".
Em geral, sustenta-se que a visão de Marx era de que a atividade produtiva é uma atividade humana essencial e pode ser recompensadora quando praticada livremente. O uso de Marx das palavras "trabalho" e "labor" na seção acima pode ser inequivocamente negativo; mas este não foi sempre o caso, e é mais fortemente encontrado em seus primeiros escritos. No entanto, Marx sempre foi claro que, no capitalismo, o trabalho era algo inumano e desumanizador. 'o trabalho é externo ao trabalhador - isto é, não pertence ao seu ser essencial; que ele, portanto, não se confirma em seu trabalho, mas nega a si mesmo, sente-se infeliz e não feliz, não desenvolve energia física e mental livre, mas mortifica sua carne e arruína sua mente ‘. Enquanto sob o comunismo: ‘.Na expressão individual de minha vida, eu teria diretamente criado sua expressão de sua vida e, portanto, em minha atividade individual, teria confirmado e realizado diretamente minha verdadeira natureza, minha natureza humana, minha natureza comunitária’.

## Natureza humana e materialismo histórico
A teoria da história de Marx tenta descrever a maneira pela qual os humanos mudam seus ambientes e (na relação dialética) seus ambientes também os modificam. Isso é:
Não apenas as condições objetivas mudam no ato da reprodução, por ex. a aldeia torna-se uma cidade, o deserto é um campo limpo, etc., mas os produtores também mudam, pois trazem novas qualidades em si mesmos, desenvolvem-se na produção, transformam-se, desenvolvem novos poderes e ideias, novos modos de relação sexual, novas necessidades e nova linguagem.
Além disso, Marx expõe sua "concepção materialista da história" em oposição às concepções "idealistas" da história; a de Georg Wilhelm Friedrich Hegel, por exemplo. A primeira premissa de toda a história humana é, naturalmente, a existência de indivíduos humanos vivos. Assim, o primeiro fato a ser estabelecido é a organização física desses indivíduos e sua consequente relação com o resto da natureza. Assim, "a História não faz nada, não possui nenhuma riqueza imensa", "não realiza batalhas". É o homem, homem real e vivo que faz tudo isso, que possui e luta; “História” não é, por assim dizer, uma pessoa à parte, usando o homem como um meio para alcançar seus próprios objetivos; a história nada mais é do que a atividade do homem perseguindo seus objetivos ”. Assim, podemos ver que, mesmo antes de começarmos a considerar o caráter preciso da natureza humana, humanos "reais e vivos", "a atividade do homem perseguindo seus objetivos" é o próprio alicerce da teoria da história de Marx. Os humanos agem sobre o mundo, mudando-o e a si mesmos; e ao fazê-lo, "fazem história". No entanto, mesmo além disso, a natureza humana desempenha dois papéis principais. Em primeiro lugar, faz parte da explicação para o crescimento das forças produtivas, que Marx concebe como a força motriz da história. Em segundo lugar, as necessidades e impulsos particulares dos seres humanos explicam o antagonismo de classe que é gerado sob o capitalismo.

### Natureza humana e a expansão das forças produtivas
Vários escritores afirmam que é a concepção de Marx da natureza humana que explica a "tese do desenvolvimento" (Cohen, 1978) sobre a expansão das forças produtivas, que, segundo Marx, é a força motriz fundamental da história. Se for verdade, isso tornaria sua descrição da natureza humana talvez o aspecto mais fundamental de seu trabalho. Geras escreve, (1983, pp. 107-108, itálicos no original) o próprio materialismo histórico, toda essa abordagem distintiva da sociedade que se origina com Marx, repousa diretamente sobre a ideia de uma natureza humana. Destaca o nexo específico de necessidades e capacidades universais que explica o processo produtivo humano e a transformação organizada do homem no ambiente material; qual processo e transformação ele trata, por sua vez, como base tanto da ordem social quanto da mudança histórica. G.A. Cohen (1988, p. 84): “A autonomia da tendência é justamente sua independência da estrutura social, seu enraizamento em fatos materiais fundamentais da natureza humana e a situação humana”. Allen Wood (2004, p. 75): “O progresso histórico consiste fundamentalmente no crescimento das habilidades das pessoas para moldar e controlar o mundo a seu respeito. Essa é a maneira mais básica pela qual eles desenvolvem e expressam sua essência humana ”(veja também a citação de Allen Wood acima).
Em seu artigo Reconsidering Historical Materialism, no entanto, Cohen argumenta que a natureza humana não pode ser a premissa sobre a qual a plausibilidade da expansão das forças produtivas é fundamentada.
A produção na antropologia histórica não é idêntica à produção na teoria da história. De acordo com a antropologia, as pessoas florescem no cultivo e exercício de seus múltiplos poderes e são especialmente produtivas - o que neste caso significa criativo - na condição de liberdade conferida pela abundância material. Mas, na produção de interesse para a teoria da história, as pessoas produzem não livremente, mas porque precisam, já que a natureza não fornece seus desejos; e o desenvolvimento na história do poder produtivo do homem (isto é, do homem como tal, do homem como espécie) ocorre em detrimento da capacidade criativa dos homens que são agentes e vítimas desse desenvolvimento ”. (p. 166 em ed. Callinicos, 1989)Em seu artigo Reconsidering Historical Materialism, no entanto, Cohen argumenta que a natureza humana não pode ser a premissa sobre a qual a plausibilidade da expansão das forças produtivas é fundamentada.
A implicação disso é que, portanto, "alguém pode ... imaginar dois tipos de criatura, uma cuja essência foi criar e outra não, passando por histórias similarmente difíceis por causa de circunstâncias adversas semelhantes. Em um caso, mas não no outro, o trabalho seria um exercício auto-alienante de poderes essenciais ”(p. 170). Assim, "o materialismo histórico e a antropologia filosófica marxista são independentes, embora também consistentes uns com os outros" (p. 174, ver especialmente as seções 10 e 11). O problema é o seguinte: parece que a motivação que a maioria das pessoas tem pelo trabalho que fazem não é o exercício de sua capacidade criativa; pelo contrário, o trabalho é alienado por definição no sistema capitalista baseado no salário, e as pessoas só o fazem porque precisam fazê-lo. Eles vão trabalhar não para expressar sua natureza humana, mas para encontrar seus meios de subsistência. Então, nesse caso, por que as forças produtivas crescem - a natureza humana tem algo a ver com isso? A resposta a essa pergunta é difícil, e uma consideração mais detalhada dos argumentos da literatura é necessária para uma resposta completa do que pode ser dada neste artigo. No entanto, vale a pena ter em mente que Cohen havia sido previamente comprometido com a visão estrita de que a natureza humana (e outras "premissas sociais") eram suficientes para o desenvolvimento das forças produtivas - poderia ser que elas são apenas um constituinte necessário. Vale a pena considerar que até 1988 (veja a citação acima), ele parece considerar que o problema está resolvido.
Algumas necessidades são muito mais importantes que outras. Em Ideologia Alemã, Marx escreve que "a vida envolve antes de tudo comer e beber, uma habitação, roupas e muitas outras coisas". Todos esses outros aspectos da natureza humana que ele discute (como "auto-atividade") estão, portanto, subordinados à prioridade dada a eles. Marx deixa explícita sua visão de que os seres humanos desenvolvem novas necessidades para substituir o antigo: "a satisfação da primeira necessidade (a ação de satisfazer e o instrumento de satisfação que foi adquirido) leva a novas necessidades".

## Natureza humana, pensamento ético e alienação de Marx
Geras diz da obra de Marx que: "Seja o que for, teoria e explicação sócio-histórica, e científica como possa ser, esse trabalho é uma acusação moral que repousa sobre a concepção de necessidades humanas essenciais, um ponto de vista ético, em outras palavras, em que uma visão da natureza humana está envolvida ”(1983, pp. 83-84).

### Alienação
Para o artigo principal desse tópico, veja Alienação(marxismo)
A alienação, para Marx, é o distanciamento dos seres humanos de aspectos de sua natureza humana. Como - como vimos - a natureza humana consiste em um conjunto particular de impulsos e tendências vitais, cujo exercício constitui florescimento, a alienação é uma condição em que esses impulsos e tendências são retardados. Para poderes essenciais, a alienação substitui a falta de poder; para tornar a própria vida um objeto, a vida de alguém se tornando um objeto de capital. Marx acredita que a alienação será uma característica de toda a sociedade antes do comunismo. O oposto de alienação é 'atualização' ou 'auto-atividade' - a atividade do eu, controlada por e para o eu.

1. ↑  «Footnotes for Economic and Philosophical Manuscripts of 1844». www.marxists.org. Consultado em 12 de fevereiro de 2019
2. ↑  Marx, Karl (1845). «Teses sobre Feuerbach» (PDF). Ludwig Feuerbach e o fim da filosofia clássica alemã. Consultado em 12 de fevereiro de 2019
3. ↑  Geras, Norman (1983). Marx and Human Nature: Refutation of a Legend (em inglês). [S.l.]: Verso. ISBN 9780860917670
4. ↑  «Economic Manuscripts: Capital Vol. I - Chapter Twenty-Four». www.marxists.org. Consultado em 12 de fevereiro de 2019
5. 1 2 3 4 5 6 7  «The German Ideology». www.marxists.org. Consultado em 12 de fevereiro de 2019
6. ↑  «Karl Marx. The Poverty of Philosophy, Chapter 2.3». www.marxists.org. Consultado em 12 de fevereiro de 2019
7. ↑  «Communist Manifesto (Chapter 2)». www.marxists.org. Consultado em 12 de fevereiro de 2019
8. ↑  «Thomas Hobbes». www.philosophypages.com. Consultado em 12 de fevereiro de 2019
9. ↑  «The Leviathan by Thomas Hobbes». web.archive.org. 15 de junho de 2006. Consultado em 12 de fevereiro de 2019
10. ↑  Wood, Allen. [www.stanford.edu/~allenw/webpapers/KantProblem.doc «Kant and the Problem of Human Nature»] Verifique valor |url= (ajuda). Consultado em 12 de fevereiro de 2019
11. ↑  «The Holy Family by Marx and Engels». www.marxists.org. Consultado em 12 de fevereiro de 2019
12. ↑  «Critique of Hegel's Philosophy in General, Marx, 1844». www.marxists.org. Consultado em 12 de fevereiro de 2019
13. ↑  «Grundrisse 05». www.marxists.org. Consultado em 12 de fevereiro de 2019
14. ↑  «The German Ideology by Karl Marx and Frederick Engels». www.marxists.org. Consultado em 12 de fevereiro de 2019
15. ↑  «The German Ideology — Ch 3». www.marxists.org. Consultado em 12 de fevereiro de 2019
16. ↑  Norman Geras, quoting Marx in his Marx and Human Nature (1983, p. 72)
17. 1 2 3 4 5  «Manuscritos Econômico-Filosóficos». www.marxists.org. Consultado em 12 de fevereiro de 2019
18. ↑  «Estranged Labour, Marx, 1844». www.marxists.org. Consultado em 12 de fevereiro de 2019
19. ↑  «The German Ideology». www.marxists.org. Consultado em 12 de fevereiro de 2019
20. ↑  (O Capital, Edição Boitempo, página 327)
21. ↑  «Marx - Alienation». web.archive.org. 10 de janeiro de 2013. Consultado em 12 de fevereiro de 2019
22. ↑  «Economic Manuscripts: Comments on James Mill by Karl Marx». www.marxists.org. Consultado em 12 de fevereiro de 2019
23. ↑  «Grundrisse 09». www.marxists.org. Consultado em 12 de fevereiro de 2019
24. ↑  «The Holy Family by Marx and Engels». www.marxists.org. Consultado em 12 de fevereiro de 2019